# Paradoks Bertranda
Paradoks Bertranda – paradoks wykryty w teorii prawdopodobieństwa w czasach, gdy nauka ta nie była jeszcze teorią zaksjomatyzowaną, a prawdopodobieństwa zdarzeń nieskończonych badano, wykorzystując definicję geometryczną. Wykryty przez Josepha Bertranda i opublikowany w jego pracy Calcul des probabilités w 1888 r.
Paradoks powstaje podczas rozwiązywania następującego problemu:
Na ustalonym okręgu skonstruowano losowo cięciwę. Jaka jest szansa, że cięciwa będzie dłuższa niż bok trójkąta równobocznego wpisanego w ten okrąg?
Bertrand zauważył, że problem można rozwiązać na trzy różne sposoby – wszystkie poprawne z formalnego punktu widzenia, z których każde prowadzi do sprzecznych rezultatów z dwoma pozostałymi.

## Podejście pierwsze

Cięciwy czerwone – dłuższe niż bok trójkąta, niebieskie – krótsze niż bok trójkąta.

Za zdarzenie elementarne przyjmujemy wybór kąta wpisanego w okrąg, co jest równoważne wyborowi cięciwy, na której oparty jest ten kąt.
- Ω = [ 0, π ]
- Zdarzenie sprzyjające {\displaystyle A={\Bigg (}{\frac {1}{3}}\pi ,{\frac {2}{3}}\pi {\Bigg )}}
- {\displaystyle P(A)={\frac {{\frac {1}{3}}\pi }{\pi }}={\frac {1}{3}}}

## Podejście drugie

jw.

Za zdarzenie elementarne przyjmujemy wybór odległości środka skonstruowanej cięciwy od środka okręgu o promieniu 1 .
- Ω = [ 0, 1 ]
- Zdarzenie sprzyjające {\displaystyle B={\Bigg [}0,{\frac {1}{2}}{\Bigg )}}
- {\displaystyle P(B)={\frac {1}{2}}}

## Podejście trzecie

jw.

Za zdarzenie elementarne przyjmujemy wybór dowolnego punktu wewnątrz koła o promieniu 1, co jest równoważne wyborowi cięciwy mającej środek w tym punkcie. Zdarzenie sprzyjające zachodzi, gdy wybrany punkt znajdzie się wewnątrz koła wpisanego w rozważany trójkąt równoboczny. Prawdopodobieństwo jest stosunkiem powierzchni kół.
- Ω = K(0, 1)
- Powierzchnia koła {\displaystyle S_{\Omega }=\pi }
- Zdarzenie sprzyjające C = K(0, ½)
- Powierzchnia koła {\displaystyle S_{\mathbb {C} }=1/4\ \pi }
- {\displaystyle P(C)={\frac {S_{C}}{S_{\Omega }}}={\frac {1}{4}}}

## Wniosek
Kluczowy wpływ na obliczone prawdopodobieństwo ma wybór Ω, tj. sposób wyboru zbioru zdarzeń elementarnych. Bertrand chciał w ten sposób wykazać, że klasyczna definicja prawdopodobieństwa, rozumiana jako liczba zdarzeń sprzyjających (A) do liczby wszystkich zdarzeń elementarnych (Ω), nie może być bezpośrednio zastosowana do zbiorów nieskończonych. Przeniesienie tej definicji na zbiór proporcji długości cięciw (przypadek 1 i 2) lub powierzchni kół (przypadek 3) prowadzi do sprzecznych wyników.
Trudność leży tu bowiem w "sposobie losowania" cięciw, które nie są wzajemnie równoznaczne przy trzech różnych definicjach zbioru zdarzeń elementarnych. Rozwiązaniem paradoksu jest zatem dodanie do definicji prawdopodobieństwa w zbiorach nieskończonych funkcji, która w jednoznaczny sposób określa "sposób losowania" elementów z tego zbioru.